# Enter (Tolkien)

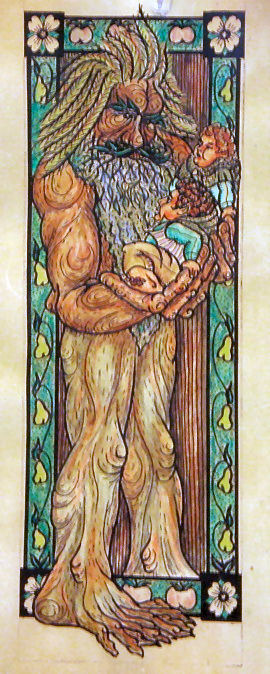
Lavskägge är en ent.

Enter är varelser i J.R.R. Tolkiens värld. Alvernas namn på enterna är Onodrim, Onod i singular. De kan närmast beskrivas som vandrande träd, och betraktar sig själva som "trädens herdar". Enterna finns inte bara i Tolkiens värld utan användes tidigare för att beskriva andra typer av talande träd. Namnet Ent kommer från saxiska och betyder jätte. Enterna är i princip gående träd. Och precis som träd varierar de i färg, storlek, höjd och så vidare. Generellt sett liknar de träden de vakar över. Mot slutet av den tredje åldern fanns enterna endast kvar i Fangornskogen.

## Historia
Enterna var en mycket gammal ras som fanns i Midgård rentav tidigare än alverna, men de befann sig i sömn i tyst medvetenhet om sig själva. De väcktes senare av alverna. De väcktes av Eru på Yavannas önskan då hon var rädd för att Aulës barn, dvärgarna, skulle hugga ner alla skogar. Enterna var menade att vara skogens beskyddare och skulle hindra orcherna, dvärgarna och de andra raserna i Midgård från att rasera den.

## Språk
Från början kunde inte enterna prata med andra än sig själva, språket var relativt outvecklat. Alverna lärde dem sitt eget språk, vilket inte bara innebar att de kunde tala med andra levande varelser utan också stimulerade deras egen språkutveckling. Liksom dvärgarna hade de ett språk som ingen annan kunde lära sig. Till skillnad från dvärgarna som höll sitt språk hemligt, hade ingen annan ras, inte ens alvernas språkmästare, förmågan att lära sig enternas språk; långsamt, sonort, agglutinerande och återupptagande som det var. 

## Karaktärer
Inte alla enter var goda. Några ådrog sig ondskan från Morgoth en gång i tiden. Visserligen hade inte alla vaknat och kunde inte enligt Lavskägge hållas fullt ansvariga för sina handlingar. Men han är noggrann med att hålla Merry och Pippin borta från dessa stråk. 
Enter kunde också återfalla till träd. Huorner som de kallades, halvt träd halvt ent. Det är dessa som river ner Isengårds murar och förgör orcherna vid Helms klyfta.
I Fangornskogen levde under tredje åldern bara manliga enter. De kvinnliga enterna (entiskorna) hade för länge sedan försvunnit och gick inte att finna. Redan under första åldern hade de utvecklat så olika intressen och kynnen att entiskorna hade flyttat ifrån skogen där de en gång var födda, så långt bort att de inte längre hade någon kontakt med sina manliga motsvarigheter. Medan männen var nöjda med att låta växterna vara som de var ville kvinnorna få växterna att växa på order. De uppfann därefter jordbruket, något som människorna senare kom att lära sig.  
Vid sidan av det långa livet har enterna likhet med alverna en förmåga att vara mer intresserade av andra än vad människorna är av andra. Å andra sidan har enterna mer likhet med människorna än alverna genom sin förmåga att ta färg av sin omgivning. Alverna förblir oförändrade. Enterna är bättre än både människorna och alverna i att vara trofastare till ”tingen” (som Lavskägge uttrycker det) dvs. andra levande varelser. De håller dem längre i sinnet. 
Lavskägge skröt inför Merry och Pippin om enternas styrka. Han sade att de var mycket starkare än trollen som Morgoth hade skapat för att efterlikna enterna. Han jämförde det med hur orcherna skulle vara imitationer av alverna.